# Кристоф Лайтгеб
Кристоф Лайтгеб (на немски: Christoph Leitgeb) е роден на 14 април 1985 г. във Грац, Австрия. Той е австрийски футболист и играе за националния отбор на страната.

## Статистика
- 54 мача и 5 гола за СК Щурм Грац (2005-2007)
- 1 мача и 1 гол за ФК Ред Бул Залцбург (2007-настояще)